# زاوية سيدي الطاهر
زاوية سيدي الطاهر هي جماعة قروية في إقليم تارودانت بجهة سوس ماسة جنوب المغرب. وهي تضم 677 11 نسمة، حسب الإحصاء العام للسكان والسكنى لسنة 2014.
تتكون الجماعة من 11 دوار، ويقع مركز الجماعة على الطريق الجهوية رقم 114 أ (الطريق الإقليمية 1708 سابقاً) والتي تسمى محلياً بطريق أمسكرود.

## التسمية
سميت الجماعة بهذا الاسم نسبة لمؤسس زاوية سيدي الطاهر وإسمه الكامل هو سيدي الطاهر بن الحاج أحمد البعروري، درس في منطقة بالشياظمة تسمى السكياطي، ويعتبر المؤسس الحقيقي للمدرسة البعاريرية، والتي مازالت محافظة على الشكل الأول لبنائها. حيث إشتهر سيدي الطاهر بنبوغه العلمي في المنطقة، وقد أشار المختار السوسي إلى وجود عائلتين بمنطقة هوارة، وهما عائلة آل المصلوت وعائلة بني السباع، التي ينتسب إليها سيدي الطاهر، والذي حظي بالإنتماء لهذه الأخيرة. كان سيدي الطاهر ينفق على المدرسة من ماله الخاص وذلك عبر تحضير الوجبات الغذائية للطلبة، والإشراف على تحصيل العلم بها، الشيء الذي أدى إلى إشتهار مدرسته بتحفيظ القرآن الكريم. توفي سيدي الطاهر في سنة 1364 هجرية، ودفن في قبة له توجد شرق المسجد، ودفن بجانبه أبناؤه وأحفاده.

## دواوير الجماعة
- دوار أولاد مسافر
- دوار أولاد إبراهيم
- دوار الدشرة
- دوار القصبة
- دوار السكيرات
- دوار السواحير
- دوار البعارير العليا
- دوار البعارير الوسطى
- دوار البعارير السفلى
- دوار النواجي العليا
- دوار النواجي السفلى
- دوار العرب

## النقل
إنطلاقاً من تارودانت، يُمكن الوصول لبعض دواوير جماعة زاوية سيدي الطاهر بكل سهولة، حيث يُمكن العثور على محطات لسيارات الأجرة الكبيرة، والنقل المزدوج خارج باب تارغونت تقوم بتشغيل رحلات على مدار اليوم نحو دواوير أولاد مسافر وأولاد براهيم. كما تتوفر شركة الكرامة على حافلات تربط بين تارودانت وسيدي موسى الحمري وتمر عبر مركز زاوية سيدي الطاهر.

## الصحة
قائمة المؤسسات الصحية في جماعة زاوية سيدي الطاهر:
- المركز الصحي القروي
- مستوصف المسيرة الخضراء (دوار البعارير العليا)

## الرياضة
قائمة الملاعب:
- ملعب أولاد مسافر
- ملعب البعارير العليا

## التعليم

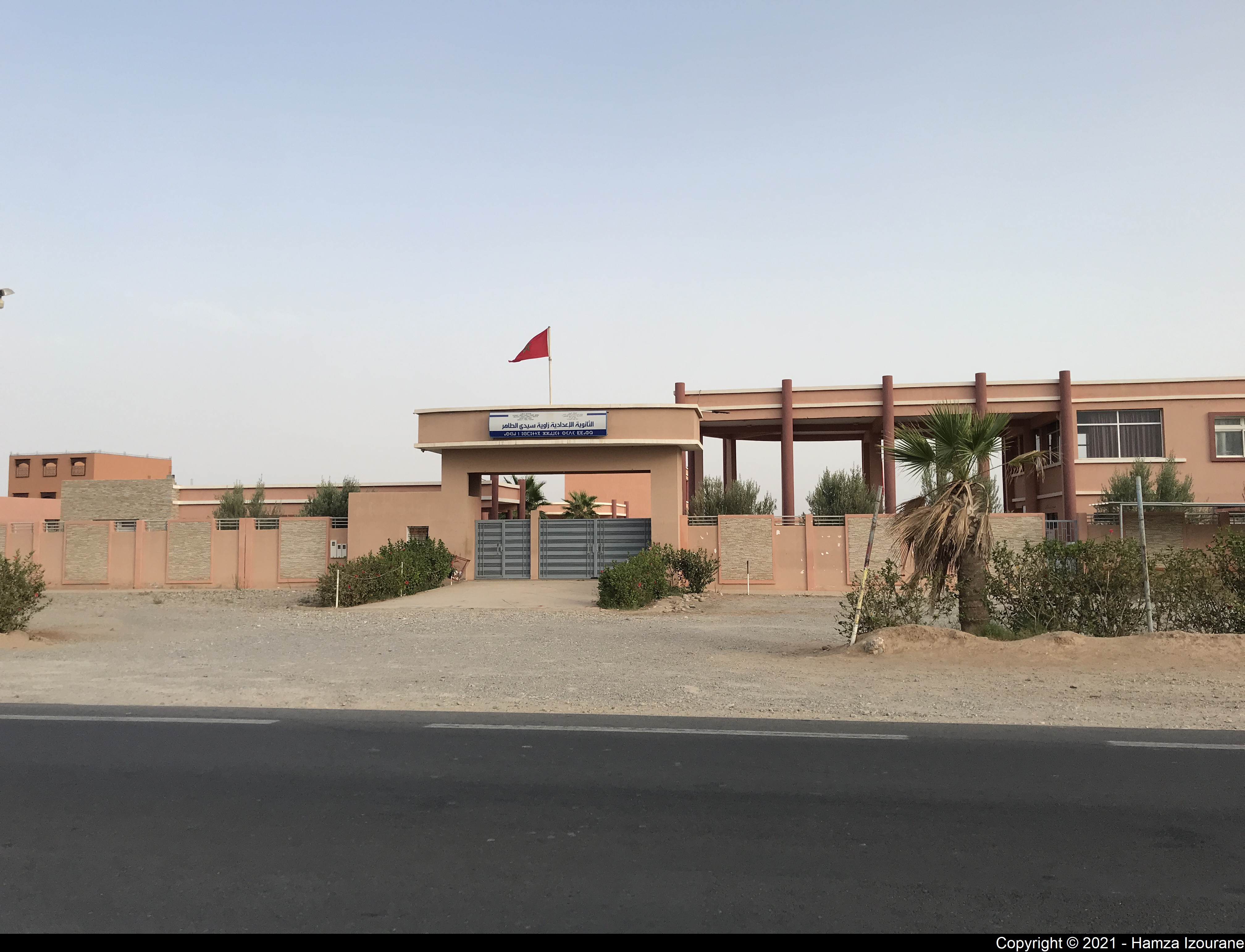
إعدادية زاوية سيدي الطاهر

قائمة المؤسسات التعليمية في زاوية سيدي الطاهر:
- مجموعة مدارس أولاد مسافر (الدواوير: أولاد مسافر، أولاد إبراهيم، النواجي، السواحير)
- مجموعة مدارس البعارير (الدواوير: البعارير العليا، البعارير الوسطى، البعارير السفلى، النواجي السفلى)
- إعدادية زاوية سيدي الطاهر
- المدرسة العتيقة

كما تتوفر الجماعة على حافلات للنقل المدرسي، وهي تعمل على نقل التلاميذ إلى ثانوية سيدي موسى الحمري.

## الاقتصاد
يعتمد السكان المحليون بشكل كبير على قطاع الفلاحة، كما تستقطب المنطقة سكاناً وافدين من الجماعات الجبلية كالمنيزلة وإداومومن، للإستقرار والبحث عن فرص الشغل، خصوصاً في القطاع الفلاحي.